# Meung-sur-Loire

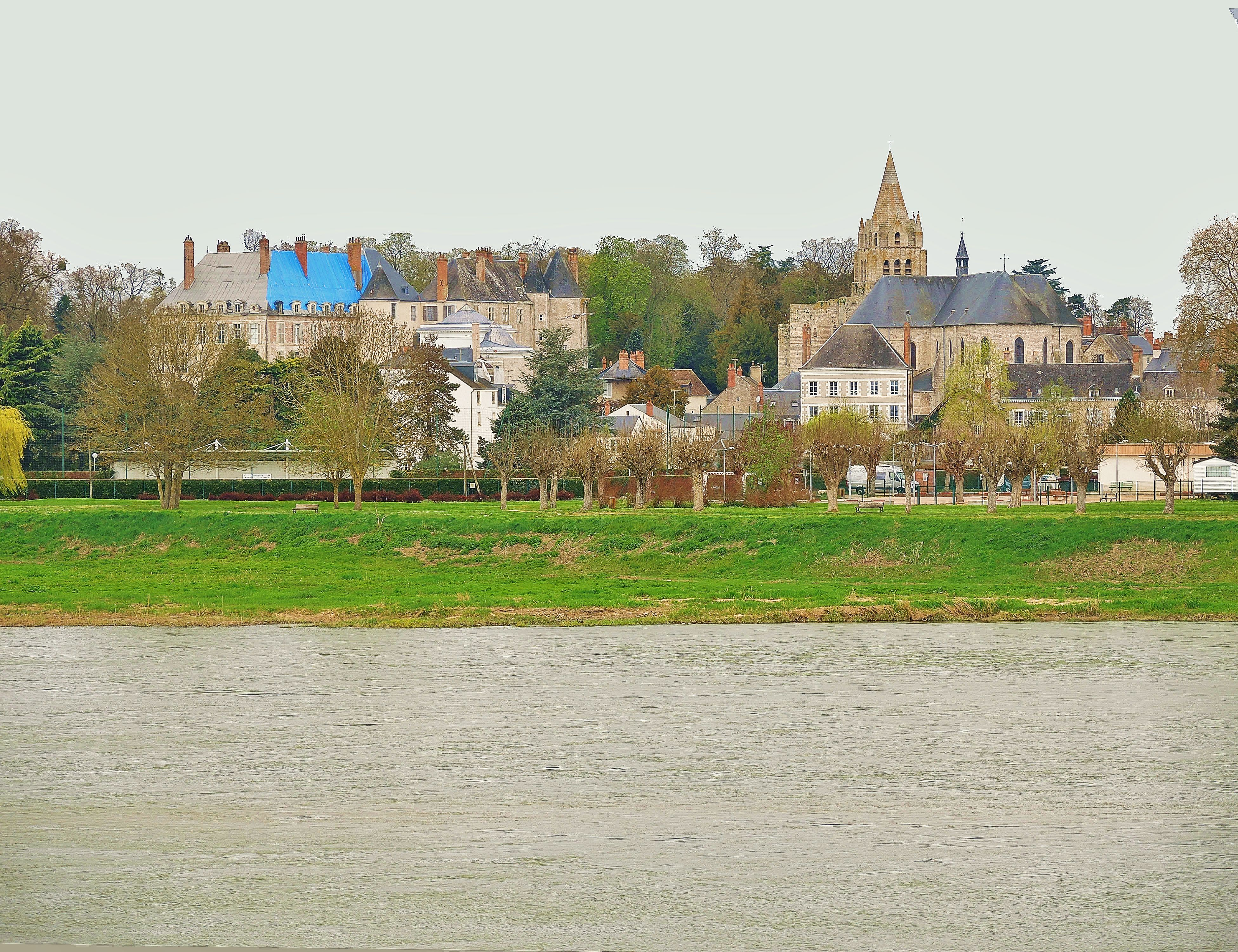
Meung-sur-Loire

Meung-sur-Loire es una comuna francesa situada en el departamento de Loiret, en la región de Centro-Valle del Loira. Tiene una población estimada, en 2018, de 6527 habitantes.

## Demografía
| 3718 | 4116 | 4601 | 5604 | 5993 | 6254 | 6524 |
| Para los censos de 1962 a 1999 la población legal corresponde a la población sin duplicidades (Fuente: INSEE [Consultar]) |      |      |      |      |      |      |

## Puntos de interés
- Parc du Château de Meung sur Loire
- Arboretum des Prés des Culands
- Les jardins de Roquelin

## Cultura y patrimonio local

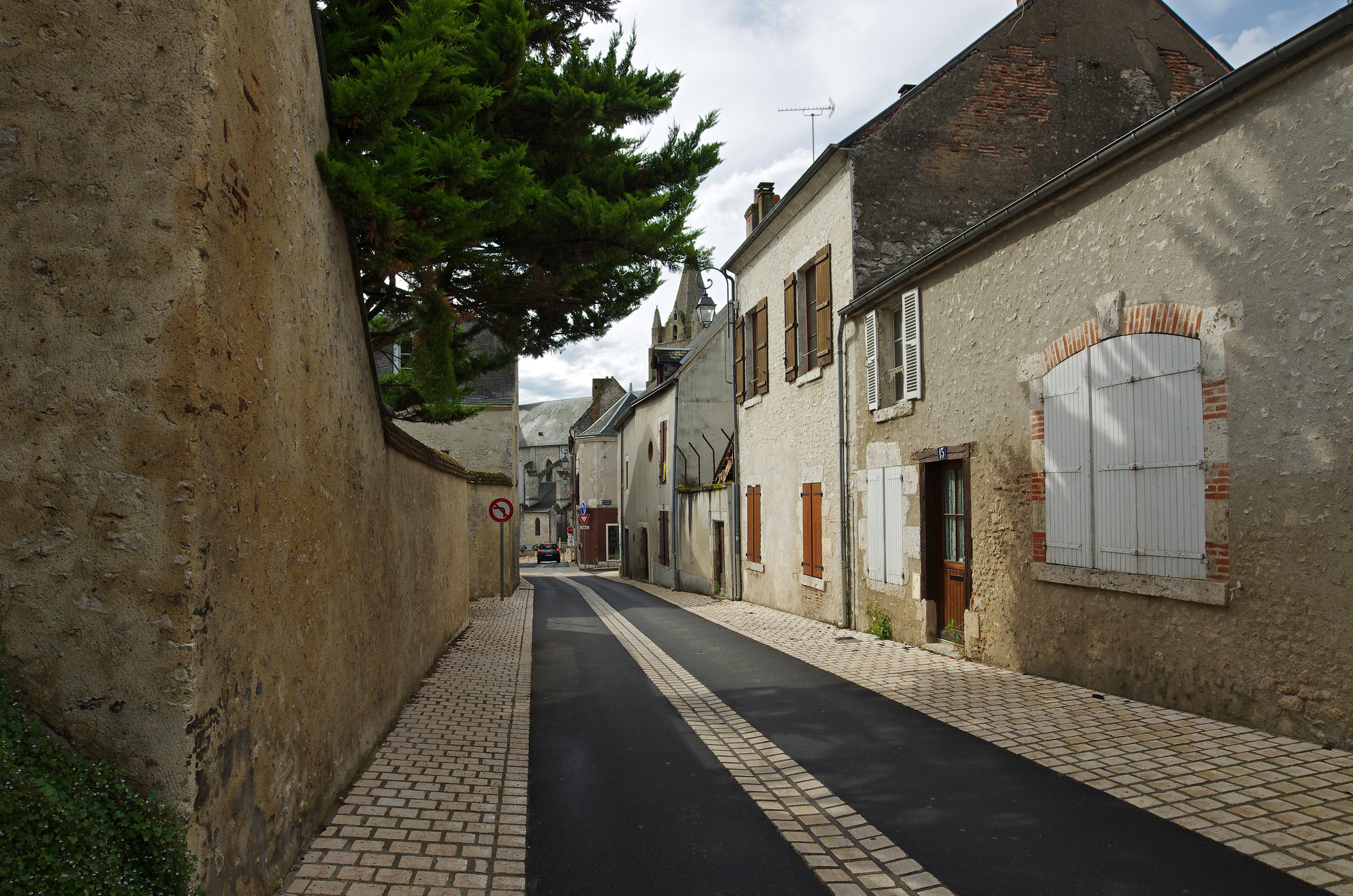
Meung-sur-Loire (Loiret)

### Patrimonio Mundial de la UNESCO
Desde el 30 de noviembre de 2000 el Valle del Loira, en su curso medio de Sully-sur-Loire (Loiret) a Chalonnes-sur-Loire (Maine-et-Loire), está inscrito en la Lista del Patrimonio Cultural de la Humanidad de la UNESCO como un “paisaje cultural” . Esta inscripción reconoce el sitio por su “valor universal excepcional” basado en la densidad de su patrimonio monumental, arquitectónico y urbano, el interés por el paisaje fluvial y la calidad excepcional de las expresiones paisajísticas heredadas del Renacimiento y el Siglo de las Luces. Cualquier alteración se considera una pérdida para la memoria de la Humanidad  .

## Imágenes de Meung-sur-Loire

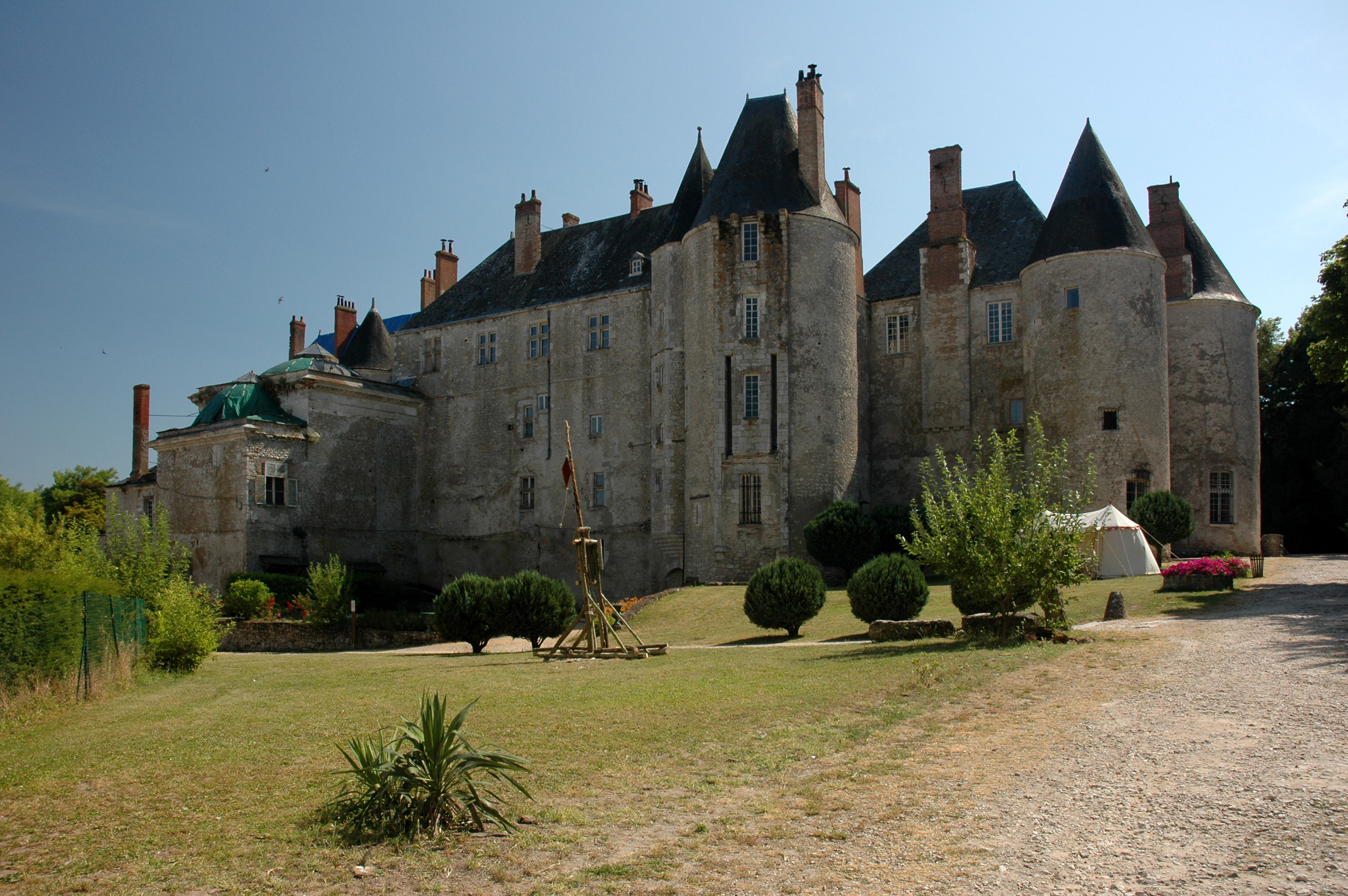
Castillo de Meung-sur-Loire

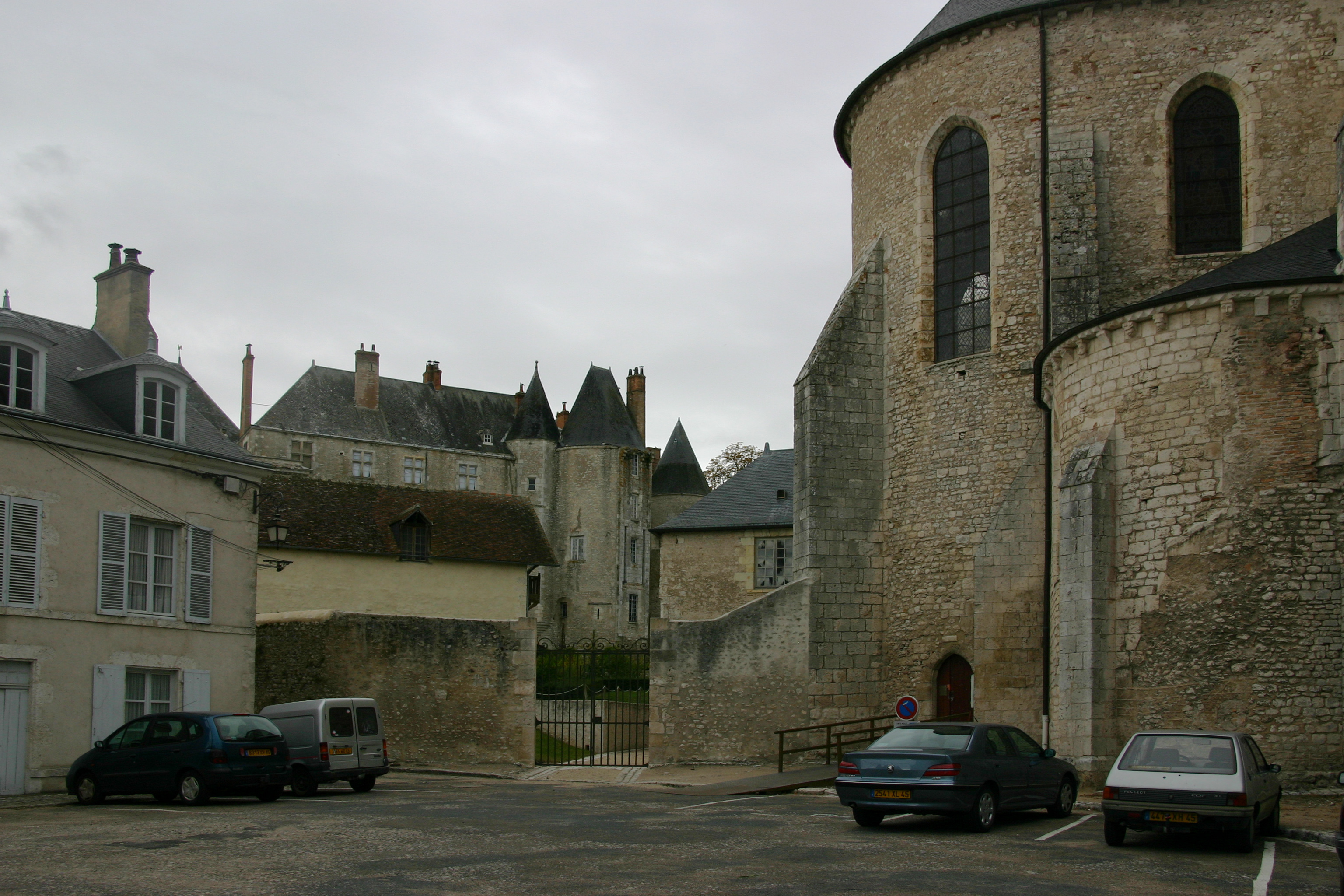
Collégiale Saint-Liphard